# Cephalotes chacmul
Espèce
Cephalotes chacmul est une espèce de fourmis arboricoles du genre Cephalotes, qui se caractérise par une tête surdimensionnée et plate ainsi que des pattes plus plates et plus larges que ses cousines terrestres. Elle a la capacité de se « parachuter » en guidant sa chute libre d'un arbre avec ses membres,. Elle peut ainsi se déplacer d'un arbre à un autre dans une forêt.